# تيراسيل دانغدا

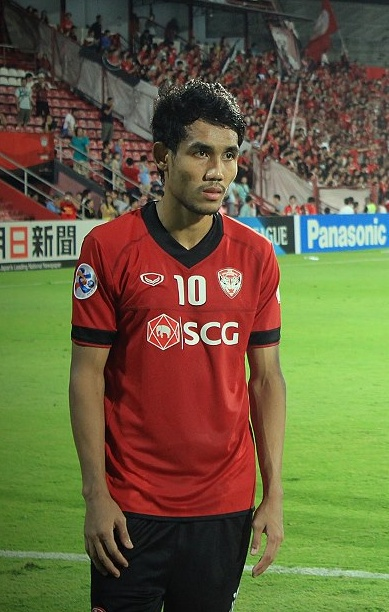
تيراسيل دانغدا

تيراسيل دانغدا (بالتايلندية: ธีรศิลป์ แดงดา)، من مواليد 6 يونيو 1988، لاعب كرة قدم تايلندي.
لاعب منتخب تايلند ونادي إير تكنيكال ترايننغ سكول، خاض تجربة احترافية مع نادي مانشستر سيتي الإنجليزي.
وهو الآن يخوض تجربه احترافيه جديدهـ بنادي اتلتيكو مدريد الإسباني "

## روابط خارجية
- تيراسيل دانغدا على موقع الاتحاد الدولي (مؤرشف)  (الإنجليزية)
- تيراسيل دانغدا على موقع رابطة كرة القدم اليابانية للمحترفين (اليابانية)
- تيراسيل دانغدا على موقع قاعدة بيانات كرة القدم.إي يو (الإنجليزية)
- تيراسيل دانغدا على موقع ناشيونال فوتبول تيمز (الإنجليزية)
- تيراسيل دانغدا على موقع Soccerbase.com (لاعب) (الإنجليزية)
- تيراسيل دانغدا على موقع Soccerway.com (الإنجليزية)
- تيراسيل دانغدا على موقع عالم كرة القدم.نت (الإنجليزية)
- تيراسيل دانغدا على موقع كووورة
- تيراسيل دانغدا على موقع AS.com (الإسبانية)